# Edu Torres
Edu Torres (Barcelona, 26 de mayo de 1964) es un entrenador español de baloncesto. Dirigió a Halcones de Xalapa en la Liga Nacional de Baloncesto Profesional de México hasta el 13 de agosto. Actualmente dirige la selección nacional masculina de Tailandia.

## Etapa como jugador
Se formó como jugador en el BIM de Sants hasta la categoría de infantil.
Cuando empezó como cadete, jugó en las categorías inferiores del Joventut de Badalona y con el U.E. Montgat y el Ademar Badalona en segunda división.

## Etapa como entrenador
Su trayectoria técnica empezó en el Junior del Joventut de Badalona como segundo entrenador.
Durante nueve temporadas se hizo cargo del B.C. Andorra, equipo con el cual ascendió y debutó en la ACB el 20 de septiembre de 1992.
En el verano de 1995 ocupó el cargo de selección nacional de baloncesto sub-22.
En 1997 se hizo cargo del C.B. León y fue sustituido después de dos temporadas.
En 1999 regresó a la LEB con el Lleida Bàsquet y ascendió en su segunda temporada a la ACB.
Con el Lleida Bàsquet consiguió ser el primer equipo de la historia de ACB en clasificarse para los play-offs en la primera temporada en que jugaba en esta.
Jugó en la Copa ULEB, quedando eliminados en cuartos de final.
Durante su quinta temporada en el equipo leridano fue sustituido por Aleksander Petrovic y posteriormente firmó con el C.B. Girona, equipo que entrenó durante dos temporadas y media salvándolo del descenso en las dos primeras y llevando al Akasvayu Girona a la Copa del Rey y a los play-offs siendo eliminado en cuartos de final en ambas competiciones.
En el año 2002 fue elegido como el mejor entrenador de la ACB y mejor entrenador catalán de todas las especialidades deportivas ( Premio El Mundo Deportivo ) además de ser reconocido por la Generalidad de Cataluña con el premio Fair Play a la trayectoria deportiva.
Años más tarde regresó a las filas del equipo leridano, sustituyendo a Andreu Casadevall.
En la primera temporada consiguió quedar entre los 8 primeros y por lo tanto volver a jugar los play-offs con el Lleida; sin embargo esta vez no consiguieron el ascenso.
El 8 de diciembre de 2009 llegó a un acuerdo con el CB Murcia para sustituir a Moncho Fernández, club con el que no lograría mantener la categoría en la ACB.
En 2011 se convierte en director deportivo y unos de los fundadores del Força Lleida Club Esportiu donde estaría durante una temporada, hasta noviembre de 2012.
En el año 2013, se convierte en entrenador del equipo mexicano Huracanes de Tampico, siendo aclamado y con grandes expectativas.
En el año 2014, pasa a entrenar al equipo de baloncesto chino Park Lane Snow Wolves.
En 2016, se convierte en el entrenador del equipo Hong Kong Eastern Long Lions, con el que logra el título de la ASEAN Basketball League.
En 2020, se convierte en el entrenador de los Guaiqueríes de Margarita en la I edición de la Superliga de Baloncesto de Venezuela, donde llevó al equipo al segundo lugar en la temporada regular, para luego pasar a jugar los playoff donde quedan eliminados en los cuartos de final, acabando así su andar con los margariteños en dicho torneo.
En 2021 dirige a los Halcones de Xalapa en la Liga Nacional de Baloncesto Profesional de México.

## Trayectoria deportiva
- BIM Sants
- 1985-87: Joventut Badalona Juvenil[4]
- 1987-92: B.C. Andorra (Primera División B)
- 1992-96: Festina Andorra (ACB)
- 1997-99: CB León (ACB)
- 1999-01: Lleida Bàsquet (LEB)
- 2001-04: Lleida Bàsquet (ACB)
- 2003-06: CB Girona (ACB)
- 2006-09: Lleida Bàsquet (LEB)
- 2009-10: Club Baloncesto Murcia (ACB)
- 2011-12: Força Lleida Club Esportiu
- 2013-14: Huracanes de Tampico (LNBP)  México
- 2014-15: Park Lane Snow Wolves
- 2016: Toros de Aragua (LBP)  Venezuela
- 2016-2019: Hong Kong Eastern Long Lions (ASEAN)
- 2020: Guaiqueríes de Margarita (SLB)  Venezuela[5]
- 2021-2022: Halcones de Xalapa (LNBP)  México